# Dewey Bozella
Dewey Bozella (* 1959) je bývalý americký boxer, který strávil 26 let ve vězení za vraždu, kterou nespáchal.
Když mu bylo devět, jeho otec ztloukl jeho těhotnou matku natolik, že zraněním podlehla. Jeho otec utekl a nikdy se nevrátil. Jeden z Deweyových bratrů byl ubodán k smrti, druhý byl zastřelen a třetí zemřel na AIDS. Ve svých dvaceti letech byl Bozella uvězněn na téměř tři roky za pokus o loupež. V roce 1977 byla ve svém bytě v Poughkeepsie (stát New York) zavražděna 92letá Emma Crapser. Z vraždy byl obviněn Bozella, který trval na své nevinně. Roku 1983 byl odsouzen na dvacet let ve vězení. Při novém řízení byl znovu odsouzen v roce 1990. Během svého pobytu ve věznici Sing Sing se Bozella stal šampiónem v těžké váze ve vězeňském boxu.
Bozella následně, v roce 2007, kontaktoval agenturu Innocence Project, která na oběti nenašla jeho DNA. Dne 28. října 2009 byl Bozella po 26 letech z vězení propuštěn. V roce 2011 se poprvé účastnil profesionálních zápasů v boxu. Roku 2012 o něm byl natočen dokumentární film 26 Years: The Dewey Bozella Story. V prosinci 2016 vydal autobiografickou knihu s názvem Stand Tall: Fighting for My Life, Inside and Outside the Ring.